# Cleaveius secundus
Cleaveius secundus är en hakmaskart som först beskrevs av R.C. Tripathi 1959.  Cleaveius secundus ingår i släktet Cleaveius och familjen Rhadinorhynchidae. Inga underarter finns listade i Catalogue of Life.